# Шевченково (Шевченковский сельский совет, Витовский район)
Шевченково (укр. Шевченкове) — село в Николаевском районе Николаевской области Украины.
Основано в 1929 году. Население по переписи 2001 года составляло 3150 человек. Почтовый индекс — 57263. Телефонный код — 512.
До 2020 года входило в Витовский район. С 2020 центр Шевченковской сельской общины . Также является центром Шевченковского Старостинского округа
Расположено к югу от села Котлярево.

## Организации
Ж.д. станция Котлярево, участковый пункт милиции.

## Религия
- Храм Иоанна Златоуста [1]

## Местный совет
57263, Николаевская обл., Николаевский р-н, с. Шевченково, ул. Шевченко, 32 , тел.: 28-42-08

## Примечание
1. ↑  Жители Шевченкова поблагодарили клирика УПЦ за спасение людей. Дата обращения: 23 декабря 2023. Архивировано 23 декабря 2023 года.